# 休·沃克
休·沃克（英語：Sue Walker，1967年9月14日—），英国女子赛艇运动员。她曾代表英国参加1997年世界赛艇锦标赛，获得女子四人单桨无舵手金牌和女子八人单桨有舵手铜牌。